# 森列
森列，是西班牙加利西亚自治区奥伦塞省的一个市镇。总面积29平方公里，总人口1586人（2001年），人口密度55人/平方公里。